# Oftalmia simpática
A Oftalmia Simpática (SO) é uma Uveíte granulomatosa, caracterizada como pan-uveíte que acomete o olho contra-lateral, na maioria dos casos causada por distúrbios auto-imunes, e traumas causados nos olhos. Seu surgimento, no caso de traumas oculares, pode variar de 2 a 6 meses após o trauma.
Por ser similar a Doença de Harada, a Oftalmia Simpática pode ser confundida por profissionais sem experiência ou com pouco conhecimento sobre a doença, com algumas características em comum:
- Descolamentos Neurossensoriais;
- Extravasamentos Puntiformes, à altura do EPR;
- Descolamento Exudativo Sobrejacente;
- Pontos Esbranquiçados;
- Nódulos de Dalen-Fuchs.

## Sintomas
Os pacientes apresentam dor, fotofobia, metamorfopsía e perda de gradativa da visão ou significativa. 
A Oftalmia Simpática apresenta achados do segmento posterior incluindo vitríte moderada ou grave, coroídite, papilite, perivasculite, e lesões amarelas esbranquiçadas do epitélio pigmentar da retina (nódulos de Dalen-Fuchs). A inflamação pode levar ao descolamento seroso da retina e ao surgimento de Edemas Maculares.

## Etiologia
Dada a sua ocorrência rara, a verdadeira incidência, é difícil de estabelecer, e os relatos da literatura médica são variáveis, provavelmente devido ao fato de que o diagnóstico de SO é baseado em achados clínicos, em vez de em testes sorológicos ou histopatologia.  A verdadeira incidência é desconhecida devido à falta de provas patológico, a dificuldade em estudar suficientemente grande parte dos casos é o fato de que a maioria dos dados são da literatura médica antiga, que muitas vezes se confundem com outras formas de uveítes.  
Em 1982, Gass relatou a prevalência de SO em 0,01% após vitrectomia via pars plana, e um 0,06% depois de outro trauma ocular penetrante. 
Estimativas epidemiológicos mostraram a incidência ser de 0,2% a 0,5% depois de penetrar lesões oculares, e 0,01% após a cirurgia intra-ocular. De acordo com Gomi, a SO é responsável por aproximadamente 0,3% das uveítes.
A primeira descrição foi feita em 1830 pelo oftalmologista escocês William Mackenzie, que primeiro deu o nome à condição;  mais tarde, em 1905, o eminente oftalmologista austríaco Ernst Fuchs (1851-1930) estabeleceu as características histológicas do processo.  Ele pensou se que Louis Braille , que machucou o olho esquerdo quando ele era uma criança, perdida em visão a idade adulta em seu olho direito devido a uma Oftalmia Simpática.
A etiologia não é completamente compreendida. A inflamação é causada por um mecanismo imune celular e resposta inflamatória auto-imune dirigida contra auto-antigénios oculares libertados após a lesão. A natureza desses auto-antigénios permanece controversa. 
Podem também estar associadas a fatores genéticos, foram relatadas associações a antígenos específicos (HLA-DR4, HLA-A11 ou HLA-B40). 

## Fatos Históricos
A condição foi reconhecida pela primeira vez por Hipócrates, mas foi descrita pela primeira vez e nomeado pelo Mackenzie em meados de 1800.  Fuch de forneceu os primeiros detalhes histopatológicos em 1905.Estabeleceu-a como uma doença separada, distinta de outras doenças inflamatórias oculares, de forma independente, os agregados inflamatórios nodulares chamados de "nódulos Dalen-Fuchs." 